# Johnny O'Brien
Johnny O'Brien (South Amboy, New Jersey; 11 de diciembre de 1930 – Nueva Jersey; 13 de junio de 2025) fue un beisbolista estadounidense que jugó seis temporadas con tres equipos en la MLB en las posiciones de segunda base y pitcher.

## Carrera

### Universitario
A nivel universitario jugó para los Seattle Redhawks donde jugó béisbol y baloncesto con su hermano Eddie. O'Brien anotó 43 puntos en la victoria 84–81 sobre los Harlem Globetrotters el 21 de enero de 1952. En 1953 O'Brien se convirtió en el primer jugador en la historia de la NCAA en anotar 1,000 puntos en una temporada. O'Brien también fue el baloncestista más pequeño en ser nombrado All-American hasta el 2016 cuando Tyler Ulis de los Kentucky Wildcats también fuera seleccionado. Él y Eddie fueron seleccionados por los Milwaukee Hawks en el Draft de la NBA de 1953, pero se decidió por el béisbol.

### Profesional
En su carrera de seis años O'Brien tuvo un promedio de bateo de .250 con cuatro cuadrangulares y 59 carreras impulsadas en 339 partidos. De 1956 a 1958 también jugó de pitcher, donde lanzó en 25 partidos (todos como relevista en 61 innings, permitió 61 hits, dio 30 bases por bola y ponchó a 35. Perdió tres de cuatro decisiones (.250) con un promedio de carreras permitidas de 5.61.
Con Pittsburgh, Johnny y su hermano Eddie O'Brien se convirtieron en los primeros gemelos en la historia en jugar en la MLB en el mismo equipo y en el mismo partido. Es una de cuatro combinaciones de hermanos en jugar segunda base/shortstop para el mismo equipo club. Los otros son Garvin y Granny Hamner para los Philadelphia Phillies en 1945; Frank y Milt Bolling con los Detroit Tigers en 1958, y Billy y Cal Ripken con los Baltimore Orioles en los años 1980.

## Vida personal
Luego de retirarse, O'Brien trabajó en el consejo en Seattle, como comentarista en los partidos de baloncesto de los Seattle Redhawks junto a Keith Jackson, el jefe de seguridad, ventas y promociones en el Kingdome y como consultante de energía para la industria pesquera de Alaska.
Era el abuelo del también beisbolista Riley O'Brien.